# أمل آيت أحمد
أمل آيت أحمد (من مواليد 25 سبتمبر 1989)؛ هي لاعبة كرة يد جزائرية. تلعب في نادي البيار وفي المنتخب الوطني الجزائري. مثلت الجزائر في بطولة العالم للسيدات 2013 لكرة اليد في صربيا، حيث احتل الفريق الجزائري المركز 22.
شاركت في الفريق الوطني لكرة اليد (سيدات) في كأس أمم إفريقيا بمناسبة النسخة 23، من 2 إلى 12 ديسمبر 2018 في الكونغو حيث تنشط اللاعبة آمال آيت أحمد في نادي سانت اتيان الفرنسي.
سجلت اللاعبة أكثر من 85 هدفًا